# Lara Croft
Lara Croft je fikcionalna britanska heroina u računalnim igrama i filmovima Tomb Raider.

## Razvoj
Stvorio ju je Toby Gard 1994. godine u tvrtki Core Design Ltd. u Engleskoj. Najvjerojatnije je jedna od najpoznatijih ikona iz videoigara. Lara je doživjela osam inkarnacija igre i dva filma, u kojem susreće drevne duhove i božanstva, gangstere, životinje, čudovišta pa čak i dinosaure. Od prvijenca igre 1996. godine Tomb Raider je izdan za PC, Mac, PlayStation, PlayStation2, SegaSaturn, Dreamcast, N-Gage, Pocket PC, Game Boy Advance, Xbox, Xbox 360 i Game Boy Color.
Prvobitno je glavni lik trebala biti kopija Indiane Jonesa, ali zbog autorskih prava je taj lik zamijenjen Laurom Cruz, ženom iz Južne Amerike. Kasnije se pretvorila u Britanku Laru Croft.  
Virtualna Lara je dobila i svoju filmsku izvedenicu, Angelinu Jolie. Snimljena su dva filma, Tomb Raider (2001.) i Tomb Raider: The Cradle of Life (Lara Croft Tomb Raider: Kolijevka života) (2003.).

## Životopis

### Kontinuitet
Postoje tri verzije Larinog životopisa. Prva vrijedi u prvih šest Tomb Raider igara, dok je druga (i aktualna) uvedena u Legendu, "Anniversaryiu" i "Underworldu",treća verzija uvedena je u Tomb Raideru (2013) i Rise of the Tomb Raider (2015 \ 16).
Najvažnija razlika između dva životopisa je možda Larin odnos s roditeljima. U starom životopisu, Lara ima poprilično negativan odnos sa svojim roditeljima, čak do mjere da je se, zbog njezinih životnih odluka, odreknu. U novom životopisu, Lara ima puno pozitivniji odnos s roditeljima i čini se da je upravo njezin otac imao najviše utjecaja na njezin stil života. 

### Originalni životopis (prijeLegenda)
Rođena 14. veljače 1968. u Wimbledonu, London. Kći Lorda Richarda Henshinglya i Lady Amelie Croft, Lara je uzdignuta u sigurnom svijetu aristokracije, okružena luksuzom i bogatstvom. Od treće do jedanaeste godine, privatno je podučavana kod kuće, kasnije krenuvši u Wimbledonšku privatnu školu u Londonu. Tijekom svog školovanja postala je odlična učenica, izvrsna i u učenjačkim i tjelesnim predmetima, postizavši više uspjeha u pojedinačnim bosonogim sportskim aktivnostima (npr. plivanju i gimnastici) nego grupnim igrama.
U šesnaestoj godini, Lara nastavlja školovanje u poznatoj školi Gordonstoun u Škotskoj, gdje je razvila ljubav prema penjanju po stijenama, često pobjegavši u brda tijekom treninga netballa. Jednog dana u Gordonstounu, Lara je naišla na poznato ime; glasoviti arheolog Werner Von Croy na naslovnici National Geographica na stolu u predsoblju, koji je prije podučavao Laru u Wimbledonu, zaiskrivši zanimanje za arheologiju u njoj. Čuvši za ekspediciju u Angkor Wat u Kambodži, Lara je inzistirala svojim roditeljima da joj dopuste da ide s Von Croyem. Larin otac se složio da bi to bilo dobro za njezino obrazovanje te je kontaktirao Von Croya i dogovorio da se Lara pridruži ekspediciji. Ekspedicija je ostavila Laru zaljubljenu u arheologiju i postala inspiracija za njezine buduće pothvate. Završila je katastrofalno, kada je Von Croyova nepažnja i arogancija aktivirala zamku od koje je ostao zapečaćen u grobnici. Lara je bila prisiljena ostaviti ga da ne bi i sama doživjela istu sudbinu. Von Croy je preživio, ali taj incident je uzrokovao zamjerku među njima.
Do 21. godine, Lara je diplomirala u svojoj završnoj školi u Švicarskoj. Njezini roditelju su ubrzo odlučili da će biti obećana Grofu od Farringdona, osiguravajući da će biti udana u aristokratskoj obitelji. Tijekom svog boravka u Švicarskoj, Lara se zainteresirala za ekstremno skijanje te je provela praznik sa svojom pra-tetom u Himalajama da bi se bavila time. Na povratku, njezin povlašteni zrakoplov se srušio u srcu planina. Lara je jedina preživjela.
Lara je provela dva tjedna sama lutajući Himalajama, kada je naišla na zabačeno tibetansko selo Tokakeriby. To iskustvo je imalo duboki utjecaj na nju. Više nije mogla trpjeti atmosferu više klase britanskoga društva. U sljedećim godinama, putovala je po Zemlji u potrazi za artefaktima i pustolovinom, dobivajući značajno znanje o drevnim civilizacijama i arheologiji. 
Zbog Larinog odbijanja da se uda za Grofa od Farringtona, njezini su je se roditelji odrekli. Lara je tada počela pisati knjige o svojim pustolovinama da bi financirala svoja putovanja.
Prije nekoliko, Lara je naslijedila vilu u Surreyu, Engleska od rođaka. Na tom mjestu pohranjuje artefakte, vježba, te stanuje kad nije na putovanju.  

### Drugi životopis (Tomb Raider: Legend,AnniversaryiUnderworld)
U 1547., Kralj Edward VI. je dodijelio titulu i prava Abbingdona u Surreyu obitelji Croft. Lara Croft je jedanaesta Grofica Croftovih Imanja, koja uključuju tri odvojene palače. Lara zauzima jednu od tih kuća, dok su druge dvije u povjerenju National Trusta. Lara Croft, dijete Richarda i Amelie Croft, se rodila u Surreyu te je pohađala Abbingdonšku žensku školu od treće do šeste godine, gdje je postizala izvrstan uspjeh.
Lara je izgubila oba roditelja dok je bila mlada. Kad je imala devet godina, zrakoplov u kojem su bile ona i njezina majka se srušio u Himalajama, gdje je njezina majka nestala. Lara je deset dana hodala do Katmandua, gdje je ušla u obližnji bar i preko telefona nazvala svog oca. Idućih šest godina, putovala je sa svojim ocem, sudjelujući u njegovim arheološkim iskopavanjima te primajući poduke. Kada je imala petnaest godina, otac joj je nestao u Kambodži. Bez trupla da dokaže da je mrtav, Lara je bila prisiljena u pravnu borbu da bi naslijedila imanje i titulu grofice. Pobijedila je, ali pod cijenu otuđivanja od ostatka obitelji Croft.
Iako je našla neke vrlo važne artefakte, Lara nije arheologinja u klasičnom smislu. Neki su je opisali kao ništa više nego pljačkašicu grobova, kradući artefakte svojim neobičnim i grubim metodama.
Lara Croft je vrlo privatna osoba. Ne daje intervjue niti komentira svoje javno viđenje.

## Kontroverza
Lara se smatra seks simbolom. Njezin dizajner, Toby Gard nije planirao Larinu poznatu veličinu grudi ni uzak struk koji je izgledao nerealno. U Tomb Raider: Legendu, Lara i dalje ima relativno raskošne grudi i idealne proporcije, ali izgleda puno realnije. 
Neki igrači su kritizirali Laru zbog njene krvožeđi i okrutnosti. Često nije ponuđena mogućnost izbjegavanja korištenja sile protiv ljudskih protivnika. Tomb Raider 3 je visoko kritiziran zbog okrutnosti, pokazujući Laru kako ubija zaštitare i policajce. Također je kritizirana zbog ubijanja tigrova i drugih životinja. Zbog toga su Crystal Dynamics u Legendu ublažili njenu krvožeđ. Iako Lara još uvijek ubija životinje (ograničeno na 8 velikih mačaka i 4 pasa u igri), očito je da ubija samo iz obrane i osjeća grižnju savjesti poslije ubojstva. 
Neki obožavatelji su se također žalili o Larinoj osobnosti u Legendu. Dok je u ranijim igrama prikazana kao tamna, misteriozna, enigmatična i poprilično pakosna osoba, u Legendu je - vjerojatno zbog više razine komunikacije s ljudima (sa svojim suradnicima preko mikrofona i s ljudima koje pozna iz prošlosti)- prikazana kao šaljiva, pristojna i otvorenija.    

## Glumice koje su posudile glas Lari
Lari su glas posudile 5 glumice:
- Shelley Blond - Tomb Raider 1
- Judith Gibbins - Tomb Raider 2 i 3
- Jonell Elliot - Tomb Raider: The Last Revelation, Chronicles i Angel of Darkness
- Keeley Hawes - Tomb Raider: Legend, Anniversary i Underworld
- Camilla Luddington - "Tomb Raider (2013)" i "Rise of the Tomb Raider".

## Glumice i modeli
Lista manekenki koje su službeno predstavljale Laru Croft:
- Nathalie Cook 1996. – 1997.
- Rhona Mitra 1997. – 1998.
- Nell McAndrew 1998. – 1999.
- Lara Weller 1999. – 2000.
- Lucy Clarkson 2000. – 2002.
- Jill De Jong 2002. – 2004.
- Karima Adebibe 2006. – 2007.
- Alisson Carroll 2008.
- Camilla Luddington 2013,2015-????